# Marcello Pavarin
Marcello Pavarin (Rovigo, 22 oktober 1986) is een Italiaans wielrenner.
Pavarin werd in 2008 prof bij CSF Group - Navigare. Hij won dat jaar het Circuito Internazionale di Caneva en Castiglion Fibocchi. In 2011 en 2012 reed hij voor Vacansoleil-DCM.

## Resultaten in voornaamste wedstrijden
| Jaar | Gent-Wevelgem |
| ---- | ------------- |
| 2012 | 114e          |